# Sardus Pater

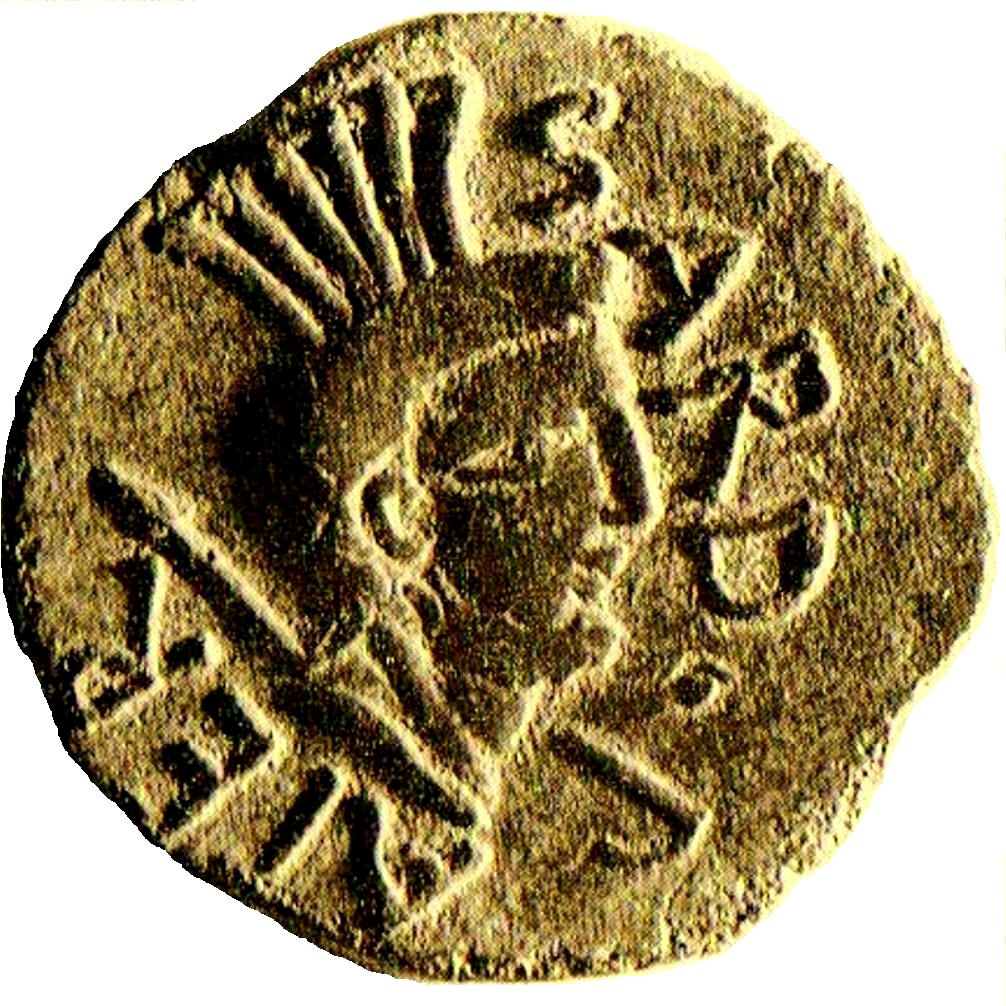
Monnaie à l'effigie du Sardus Pater Babai frappée sous ordre du prêteur Atius Balbus.

Sardus Pater ou Sardus Pater Babai (en berbère : ⵚⵕⴷⵓⵙ ⴱⴰⵟⵔ), est une divinité éponyme des anciens Sardes, attestée par des récits de Pausanias et considérée comme le fils de Makeris, divinité libyenne (berbère) dont le nom est dérive du libyque imɣur "croître, grandir". Elle serait la principale divinité du panthéon de la civilisation nuragique. Le temple d'Antas a été considéré comme le lieu de culte consacré à cette divinité. Il est parfois assimilé au dieu phénicien Sid du fait que le site du temple d'Antas a livré des vestiges d'un temple consacré à ce dernier, cependant il est parfois considéré comme une création romaine.